# Rundskuedag (film fra 1910)
Rundskuedag er en film fra 1910 produceret af Nordisk Films Kompagni med dokumentariske optagelser fra den første Rundskuedag i Danmark. 

## Handling
Cirka 1910. Folkemængde i godt humør passerer nær kamera over broen ind til Christiansborg Slots ridebane. Der vinkes til fotografen. Andetsteds passerer mennesker forbi kamera. Gode billeder af klædedragter. På Rådhuspladsen i København. Brevduer slippes løs. Sporvogne passerer Rådhuspladsen i baggrunden. Kamera filmer menneskemængden fra kørende vogn.